# Pitchfork (sito web)
Pitchfork, conosciuta anche come P4k, è una webzine nata nel 1995 dedicata alla critica musicale, alle news e alle interviste agli artisti. Si focalizza principalmente sulla musica alternativa  e indipendente, in particolare l'indie rock. Tuttavia la gamma di generi musicali trattati prevede anche l'elettronica, il pop, l'hip hop, la musica dance, il folk, il jazz, il metal e la musica sperimentale.
Con una media di 240 000 lettori al giorno e un milione e mezzo al mese, Pitchfork è la webzine musicale più letta al mondo. Ha attualmente sede a Chicago.

## Storia

Vecchio logo di Pitchfork

Pitchfork fu creata a Minneapolis in Minnesota nel 1995 da Ryan Schreiber, quando aveva appena terminato la scuola superiore. Nonostante la sua inesperienza nel giornalismo, la sua volontà di dotare il mondo di internet con una risorsa regolarmente aggiornata sulla musica indipendente fu influenzata dalle fanzine locali e dalla radio universitaria KUOM.
Il nome iniziale del sito era Turntable e veniva aggiornato mensilmente con interviste e recensioni. Nel maggio del 1996 il sito si trasferì sotto il dominio di PitchforkMedia.com e cominciò a essere quotidianamente aggiornato. Così venne ribattezzato Pitchfork citando il tatuaggio di Tony Montana nel film Scarface del 1983.
All'inizio del 1999 Ryan Schreiber trasferì la sede principale da Minneapolis a Chicago nell'Illinois. Da allora il sito fu ampliato fino a pubblicare quattro recensioni al giorno, interviste e altre funzionalità. Incominciò così a raccogliere seguito e consensi grazie agli approfondimenti sulla musica alternativa e allo stile di scrittura, libero dai canoni delle riviste cartacee. Nell'ottobre dello stesso anno il sito aggiunse una sezione apposita per le notizie sul mondo della musica. Nel 2009 il sito subì un rinnovo dell'impaginazione e migrò al nuovo indirizzo pitchfork.com.
Nel 2008 i redattori del sito pubblicarono il libro The Pitchfork 500: Our Guide to the Greatest Songs from Punk to the Present.
Alla fine del 2019, l'editore Condé Nast annunciò che avrebbe messo tutti suoi siti – tra cui Pitchfork – in paywall. Nel 2024 il sito confluì all'interno di GQ.

## Influenza
The Washington Post ha considerato Pitchfork uno dei maggiori responsabili del successo di band come Arcade Fire, Broken Social Scene, Clap Your Hands Say Yeah e Modest Mouse.
Al contrario è stata anche citata per aver influenzato negativamente l'opinione su altri artisti. Sempre secondo il Washington Post la valutazione 0.0 ricevuta dall'album di debutto di Travis Morrison (ex cantante dei The Dismemberment Plan), ha inciso sul calo delle vendite. D'altra parte la valutazione espressa in decimi tipica del sito è sempre stata considerata un elemento prezioso.

### Esempi
- Gli Arcade Fire sono una delle band più citate per aver tratto beneficio da una recensione di Pitchfork. Nel 2005 in un articolo del Chicago Tribune un impiegato dell'etichetta indipendente del gruppo la Merge Records ha affermato: "Dopo la recensione di Pitchfork, Funeral fu stampato per un'intera settimana perché avevamo molti ordini per l'album;[6]
- Lee Sargent membro dei Clap Your Hands Say Yeah ha discusso sull'impatto che Pitchfork ha avuto sul loro album, dicendo: "Il fatto che una pubblicazione come Pitchfork possa decidere quando può accadere [il successo], sai cosa significa? Loro possono dire: 'Abbiamo intenzione di velocizzare il processo e questo accadrà...Ora!' E questo per noi è stato un calcio nel sedere, perché abbiamo perso il controllo di tutto.";[7]
- Anche per i Broken Social Scene la rivista Wired ha attribuito il loro successo a questa webzine musicale per aver generato hype. Il frontman Kevin Drew ha affermato che "Tutti venivano da noi dicendoci 'Abbiamo sentito di voi su Pitchfork. Ci ha praticamente aperto le porte, ci ha dato un pubblico." e che la band "improvvisamente faceva tutto esaurito ai concerti.".

## Controversie
Una lamentela comune è il fatto che il sito soffre di una visione ristretta della musica, favorendo generi come il lo-fi e l'indie rock e dando un ruolo marginale ad altri. Alcuni critici hanno accusato il sito di sopravvalutare gli album di artisti o scene musicali particolari al fine di renderli popolari. La maggior parte delle critiche comunque si concentra sullo stile delle recensioni, considerato troppo enfatico e arricchito di punti di vista soggettivi. La webzine è inoltre conosciuta per dare la valutazione 0.0, rendendo così il lavoro di alcuni artisti assolutamente privo di valore. Charlie Wilmoth ha scritto che questa tendenza equivale a una pubblicità gratuita per un sito che prospera solo grazie alle controversie.

## Parodie
- Quando Pitchfork ha chiesto al comico David Cross di stilare una classifica dei suoi album preferiti, ha invece fornito loro di una lista di "Albums to Listen to While Reading Overwrought Pitchfork Reviews" (in italiano "Album da ascoltare mentre si leggono le recensioni sovraeccitate di Pitchfork"). In questa lista ha ironicamente imitato lo stile di scrittura dei redattori per recensire album indie rock immaginari.[10]

## Album valutati con 10.0
- ...And You Will Know Us by the Trail of Dead – Source Tags & Codes[11]
- 12 Rods – Gay? (EP)[12]
- Fiona Apple – Fetch the Bolt Cutters[13]
- Bonnie 'Prince' Billy – I See a Darkness[14]
- Bob Dylan – The Bootleg Series Vol. 4: Bob Dylan Live 1966, The "Royal Albert Hall" Concert[15]
- The Flaming Lips – The Soft Bulletin[16]
- Robert Pollard – Relaxation of the Asshole (Nella recensione questo album fu valutato con (1)0.0, ovvero un doppio voto: 10.0 e 0.0)[17]
- Radiohead – OK Computer[18] e Kid A[19]
- Amon Tobin – Bricolage[20]
- Walt Mink – El Producto[21]
- Kanye West – My Beautiful Dark Twisted Fantasy[22]
- Wilco – Yankee Hotel Foxtrot[23]

Ristampe e compilation:
- Beastie Boys – Paul's Boutique
- The Beatles – Abbey Road, The Beatles, Magical Mystery Tour, Revolver, Rubber Soul & Sgt. Pepper's Lonely Hearts Club Band
- Boards of Canada – Music Has the Right to Children
- Glenn Branca – The Ascension
- James Brown – Live at the Apollo
- The Clash – The Essential Clash & London Calling
- John Coltrane – The Olatunji Concert: The Last Live Recording
- Elvis Costello – This Year's Model
- The Cure – Disintegration
- The Dismemberment Plan – Emergency & I
- DJ Shadow – Endtroducing.....
- The Fall – This Nation's Saving Grace
- Serge Gainsbourg – Histoire de Melody Nelson
- Galaxie 500 – On Fire
- Joy Division – Closer & Unknown Pleasures
- Kiss – Alive!
- Van Morrison - Astral Weeks
- Neutral Milk Hotel – In the Aeroplane over the Sea
- Pavement – Slanted and Enchanted,[24] Crooked Rain, Crooked Rain[25] & Quarantine the Past: The Best of Pavement[26]
- Pink Floyd – Animals
- R.E.M. – Murmur & Reckoning
- Radiohead – The Bends, OK Computer & Kid A
- Otis Redding – Otis Blue: Otis Redding Sings Soul
- The Replacements – Let It Be
- The Rolling Stones – Exile on Main St.
- The Smiths – The Queen Is Dead & Hatful of Hollow
- Sonic Youth – Daydream Nation
- Spiritualized – Ladies and Gentlemen We Are Floating in Space
- Bruce Springsteen – Born to Run
- The Stone Roses – The Stone Roses
- Television – Marquee Moon
- The Velvet Underground – Loaded
- Weezer – Pinkerton
- The Who – Odds & Sods
- Wire – Pink Flag & Chairs Missing
- XTC – English Settlement
- Neil Young – After the Gold Rush & Everybody Knows This Is Nowhere
- Various Artists – No Thanks!: The 70s Punk Rebellion
- Throbbing Gristle - 20 Jazz Funk Greats
- Roxy Music - "For Your Pleasure"

## Album valutati con 0.0
- Bachman-Turner Overdrive – Remastered Hits: The Best Of
- The Flaming Lips – Zaireeka (successivamente è stata pubblicata una recensione)
- Francisco López – Untitled #104
- JET – Shine On (Di questo album non fu scritta una recensione, al cui posto fu pubblicato un video di uno scimpanzé che urina nella propria bocca.)
- John Frusciante – Smile from the Streets You Hold
- Kiss – Music from "The Elder"
- Kiss – Peter Criss
- Liz Phair – Liz Phair
- Robert Pollard – Relaxation of the Asshole (Nella recensione questo album fu valutato con (1) 0.0, ovvero un doppio voto: 10.0 e 0.0)
- Sonic Youth – NYC Ghosts & Flowers
- Travis Morrison – Travistan
- Various Artists – This Is Next

## Pitchfork.tv
Il 7 aprile 2008 Pitchfork Media ha lanciato Pitchfork.tv, un sito per visualizzare video e contenuti relativi alla musica indipendente.
IL 12 marzo 2009 Pitchfork.tv è stata incorporata nell'indirizzo Pitchfork.com.

## PremiPitchfork

### Album dell'anno
In grassetto sono indicati gli album che hanno ottenuto un punteggio perfetto (10.0).
| Anno | Artista                                                                                 | Album                             | Paese d'Origine | Voto    |
| ---- | --------------------------------------------------------------------------------------- | --------------------------------- | --------------- | ------- |
| 1970 | The Stooges                                                                             | Fun House                         | Stati Uniti     | 9.4     |
| 1971 | Sly and the Family Stone                                                                | There's a Riot Goin' On           | Stati Uniti     | NA      |
| 1972 | The Rolling Stones                                                                      | Exile on Main St.                 | Inghilterra     | 10.0    |
| 1973 | Stevie Wonder                                                                           | Innervisions                      | Stati Uniti     | NA      |
| 1974 | Brian Eno                                                                               | Here Come the Warm Jets           | Inghilterra     | 9.2     |
| 1975 | Bob Dylan                                                                               | Blood on the Tracks               | Stati Uniti     | NA      |
| 1976 | Ramones                                                                                 | Ramones                           | Stati Uniti     | NA      |
| 1977 | David Bowie                                                                             | Low                               | Inghilterra     | NA      |
| 1978 | Wire                                                                                    | Chairs Missing                    | Inghilterra     | 10.0    |
| 1979 | The Clash                                                                               | London Calling                    | Inghilterra     | 10.0    |
| 1980 | Talking Heads                                                                           | Remain in Light                   | Stati Uniti     | NA      |
| 1981 | This Heat                                                                               | Deceit                            | Inghilterra     | 9.0     |
| 1982 | Michael Jackson                                                                         | Thriller                          | Stati Uniti     | 7.2     |
| 1983 | R.E.M.                                                                                  | Murmur                            | Stati Uniti     | 10.0    |
| 1984 | The Revolution                                                                          | Purple Rain                       | Stati Uniti     | NA      |
| 1985 | Tom Waits                                                                               | Rain Dogs                         | Stati Uniti     | NA      |
| 1986 | The Smiths                                                                              | The Queen Is Dead                 | Inghilterra     | NA      |
| 1987 | Sonic Youth                                                                             | Daydream Nation                   | Stati Uniti     | 10.0    |
| 1988 | Pixies                                                                                  | Surfer Rosa                       | Stati Uniti     | NA      |
| 1989 | Beastie Boys                                                                            | Paul's Boutique                   | Stati Uniti     | 10.0    |
| 1990 | Public Enemy                                                                            | Fear of a Black Planet            | Stati Uniti     | NA      |
| 1991 | My Bloody Valentine                                                                     | Loveless                          | Irlanda         | NA      |
| 1992 | Pavement                                                                                | Slanted and Enchanted             | Stati Uniti     | 10.0    |
| 1993 | Nirvana                                                                                 | In Utero                          | Stati Uniti     | NA      |
| 1994 | Pavement                                                                                | Crooked Rain, Crooked Rain        | Stati Uniti     | 10.0    |
| 1995 | Radiohead                                                                               | The Bends                         | Inghilterra     | 10.0    |
| 1996 | DJ Shadow                                                                               | Endtroducing.....                 | Stati Uniti     | 10.0    |
| 1997 | Radiohead                                                                               | OK Computer                       | Inghilterra     | 10.0    |
| 1998 | Neutral Milk Hotel                                                                      | In the Aeroplane over the Sea     | Stati Uniti     | 10.0    |
| 1999 | The Flaming Lips                                                                        | The Soft Bulletin                 | Stati Uniti     | 10.0    |
| 2000 | Radiohead                                                                               | Kid A                             | Inghilterra     | 10.0    |
| 2001 | The Microphones                                                                         | The Glow Pt. 2                    | Stati Uniti     | 9.3     |
| 2002 | Interpol                                                                                | Turn on the Bright Lights         | Stati Uniti     | 9.5     |
| 2003 | The Rapture                                                                             | Echoes                            | Stati Uniti     | 9.0     |
| 2003 | Il miglior album del 2003 secondo la lista del decennio dovrebbe essere Yeah Yeah Yeahs | Fever to Tell                     | Stati Uniti     | 7.4     |
| 2004 | Arcade Fire                                                                             | Funeral                           | Canada          | 9.7     |
| 2005 | Sufjan Stevens                                                                          | Illinois                          | Stati Uniti     | 9.2     |
| 2006 | The Knife                                                                               | Silent Shout                      | Svezia          | 8.6     |
| 2007 | Panda Bear                                                                              | Person Pitch                      | Stati Uniti     | 9.4     |
| 2008 | Fleet Foxes                                                                             | Sun Giant EP/Fleet Foxes          | Stati Uniti     | 8.7/9.0 |
| 2009 | Animal Collective                                                                       | Merriweather Post Pavilion        | Stati Uniti     | 9.6     |
| 2010 | Kanye West                                                                              | My Beautiful Dark Twisted Fantasy | Stati Uniti     | 10.0    |
| 2011 | Bon Iver                                                                                | Bon Iver, Bon Iver                | Stati Uniti     | 9.5     |
| 2012 | Kendrick Lamar                                                                          | Good Kid, M.A.A.D City            | Stati Uniti     | 9.5     |
| 2013 | Vampire Weekend                                                                         | Modern Vampires of the City       | Stati Uniti     | 9.3     |
| 2014 | Run The Jewels                                                                          | Run The Jewels 2                  | Stati Uniti     | 9.0     |
| 2015 | Kendrick Lamar                                                                          | To Pimp a Butterfly               | Stati Uniti     | 9.3     |
| 2016 | Solange                                                                                 | A Seat at the Table               | Stati Uniti     | 8.7     |
| 2017 | Kendrick Lamar                                                                          | Damn                              | Stati Uniti     | 9.2     |
| 2018 | Mitski                                                                                  | Be the Cowboy                     | Stati Uniti     | 8.8     |
| 2019 | Lana Del Rey                                                                            | Norman Fucking Rockwell!          | Stati Uniti     | 9.4     |
| 2020 | Fiona Apple                                                                             | Fetch the Bolt Cutters            | Stati Uniti     | 10.0    |
| 2021 | Jazmine Sullivan                                                                        | Heaux Tales                       | Stati Uniti     | 8.6     |
| 2022 | Beyoncè                                                                                 | Renaissance                       | Stati Uniti     | 9.0     |

### Canzone dell'anno
| Anno | Artista                       | Brano                     | Paese d'Origine |
| ---- | ----------------------------- | ------------------------- | --------------- |
| 2003 | OutKast                       | Hey Ya!                   | Stati Uniti     |
| 2004 | Annie                         | Heartbeat                 | Norvegia        |
| 2005 | Antony and the Johnsons       | Hope There's Someone      | Inghilterra     |
| 2006 | Justin Timberlake             | My Love                   | Stati Uniti     |
| 2007 | LCD Soundsystem               | All My Friends            | Stati Uniti     |
| 2008 | Hercules and Love Affair      | Blind                     | Stati Uniti     |
| 2009 | Animal Collective             | My Girls                  | Stati Uniti     |
| 2010 | Ariel Pink's Haunted Graffiti | Round and Round           | Stati Uniti     |
| 2011 | M83                           | Midnight City             | Francia         |
| 2012 | Grimes                        | Oblivion                  | Canada          |
| 2013 | Drake                         | Hold On, We're Going Home | Canada          |
| 2014 | Future Islands                | Seasons (Waiting on You)  | Stati Uniti     |
| 2015 | Kendrick Lamar                | Alright                   | Stati Uniti     |
| 2016 | Kanye West                    | Ultralight Beam           | Stati Uniti     |
| 2017 | Cardi B                       | Bodak Yellow              | Stati Uniti     |
| 2018 | The 1975                      | Love It If We Made It     | Inghilterra     |

### Video dell'anno
| #    | Artista        | Brano      | Paese d'Origine |
| ---- | -------------- | ---------- | --------------- |
| 2015 | Kendrick Lamar | Alright    | Stati Uniti     |
| 2016 | Beyoncé        | Lemonade   | Stati Uniti     |
| 2017 | Björk          | The Gate   | Islanda         |
| 2018 | Rosalía        | Malamente  | Spagna          |
| 2019 | FKA twigs      | Cellophane | Regno Unito     |

### Album del decennio
In grassetto sono indicati gli album che hanno ottenuto un punteggio perfetto (10.0).
| Decennio | Artista                       | Album                         | Paese d'Origine |
| -------- | ----------------------------- | ----------------------------- | --------------- |
| 1960     | The Velvet Underground & Nico | The Velvet Underground & Nico | Stati Uniti     |
| 1970     | David Bowie                   | Low                           | Inghilterra     |
| 1980     | Prince & The Revolution       | Purple rain                   | Stati Uniti     |
| 1990     | Radiohead                     | OK Computer                   | Inghilterra     |
| 2000     | Radiohead                     | Kid A                         | Inghilterra     |
| 2010     | Frank Ocean                   | Blonde                        | Stati Uniti     |

### Canzone del decennio
| Decennio | Artista                 | Brano          | Paese d'Origine |
| -------- | ----------------------- | -------------- | --------------- |
| 1960     | The Beach Boys          | God Only Knows | Stati Uniti     |
| 1970     | David Bowie             | Life on Mars?  | Inghilterra     |
| 1980     | Prince & The Revolution | Purple Rain    | Stati Uniti     |
| 1990     | Pavement                | Gold Soundz    | Stati Uniti     |
| 2000     | OutKast                 | B.O.B          | Stati Uniti     |
| 2010     | Kendrick Lamar          | Alright        | Stati Uniti     |